# Edward Spragge
Sir Edward Spragge (Irlanda, 1629 – 11 agosto 1673) è stato un ammiraglio irlandese naturalizzato inglese, prestò servizio nella Royal Navy durante il periodo della guerra civile inglese, rimanendo fedele alla casata degli Stuart e successivamente durante la restaurazione inglese.

## Biografia
Nato in Irlanda, sua madre era sorella del Conte di Dartmouth William Legge (1672 - 1750), e quindi lui era cugino dell'ammiraglio George Legge.
Durante la guerra civile inglese rimase tra gli ufficiali di marina fedeli alla causa di Carlo I. Rifugiatosi nei Paesi Bassi, dopo il 1651, entrò al servizio di questi ultimi nella prima guerra anglo-olandese con attività di pirateria. Durante questo periodo, entrò in contatto con l'ammiraglio olandese Jacob Collaert e con la sua flotta di ribelli dunkirker, ovvero pirati fedeli alla corona spagnola.
A seguito della restaurazione inglese Spragge ricevette il perdono da parte di Carlo II e nel 1661 venne nominato capitano della HMS Drake. Quando il sovrano inglese aveva necessità di inviare un suo rappresentante nei Paesi Bassi del Sud, veniva designato Spragge, proprio per i suoi precedenti rapporti con questa regione. Posto nel 1664 al comando della HMS Dover ma venne riassegnato dopo pochi mesi al comando della HMS Triumph un vascello di secondo rango con il quale combatté proprio contro gli olandesi nella battaglia di Lowestoft, durante la seconda guerra anglo-olandese. Dopo la morte dell'ammiraglio Sir Christopher Myngs, fu trasferito al comando della HMS Victory in qualità di vice ammiraglio, prendendo parte alla battaglia del giorno di San Giacomo il 25 luglio 1666.